# Ninja Warrior Hungary
A Ninja Warrior Hungary egy 2017-ben indult ügyességi vetélkedőműsor, amelyet a TV2 sugároz. A Ninja Warrior Hungary 1. évadának műsorvezetői Mádai Vivien, Till Attila és Majka, a második évadnak pedig Stohl Luca, Till Attila és Kasza Tibor. A TV2 a Ninja Warrior Hungaryba 2017. február 8-tól várta a jelentkezőket. A Ninja Warrior Hungary sugárzásának kezdete 2017. október 16-án volt. 2021. április 29.-én bejelentették a Ninja Warrior 3. évadának műsorvezetőit ahol Till Attila mellett a TV2 új műsorvezetője Lékai-Kiss Ramóna és Szujó Zoltán is helyet kaptak

## A versenyről
A 330 ninja jelölt, 6 selejtezőben kezdi meg a versenyt. Selejtezőnként 55-en indulnak, először 6 akadályon kell minél gyorsabban átjutniuk, majd a legjobb 25 egy újabb pályán bizonyíthatja, hogy ott a helye a középdöntőben, ahova selejtezőnként 15-en jutnak be. Így összesen 90 ninja jelölt kezdi meg a középdöntőket, ahol még több és egyre nehezebb akadályok várják őket. A döntőbe a legjobb 20 versenyző jut, ott 17 akadályon kell magukat átverekedniük, hogy szembenézhessenek a legnagyobb kihívással, a Midoriyamaval, melynek legyőzéséhez emberfeletti erő szükséges. Akinek sikerül teljesíteni, ő lesz az első olyan magyar ninja harcos, aki megkapja az ezért járó 20 millió forintos fődíjat.

## Évados áttekintés
| Évadok        | Epizódok száma | Évadpremier       | Évadfinálé         | Győztes       | Második helyezett(ek) | Harmadik helyezett | Műsorvezetők | Műsorvezetők | Műsorvezetők      | Adó |
| ------------- | -------------- | ----------------- | ------------------ | ------------- | --------------------- | ------------------ | ------------ | ------------ | ----------------- | --- |
| Első évad     | 10             | 2017. október 16. | 2017. december 14. | Gyömrei Máté  | Béres Norbert         | -                  | Till Attila  | Majka        | Mádai Vivien      |     |
| Első évad     | 10             | 2017. október 16. | 2017. december 14. | Gyömrei Máté  | Buzás Gábor           | -                  | Till Attila  | Majka        | Mádai Vivien      |     |
| Második évad  | 10             | 2018. október 8.  | 2018. december 10. | Strommer Soma | Buzás Gábor           | Schandl Gábor      | Till Attila  | Kasza Tibor  | Stohl Luca        |     |
| Harmadik évad | 20             | 2021. október 25. | 2021. november 19. | Harmat Chris  | Gyömrei Máté          | -                  | Till Attila  | Szujó Zoltán | Lékai-Kiss Ramóna |     |